# Oliver Heldens
Oliver Heldens (Róterdam; 1 de febrero de 1995) es un DJ, remezclador y productor discográfico neerlandés de deep house, future house y techno. 
Heldens generó controversias, ya que su estilo para nada es Deep house y ha recibido críticas por parte de algunos DJs, que inclusive llegaron a enviarle tracks de Deep house. Oliver mencionó que el estilo de su música es distinto al de los que él llama 'puristas'. Tras la controversia, se le empezaron a asociar a Oliver Heldens estilos musicales como el future house y el Techno, siendo este último producido actualmente con el alias "HI-LO". Actualmente, ocupa el puesto #29 en la encuesta anual realizada por la revista DJmag.

## Biografía
A la edad de 17 años firmó con la discográfica Spinnin' Records quienes lo descubrieron mediante sus producciones en SoundCloud. Estas producciones fueron respaldadas por Tiësto quien aprovechó para ficharlo para su discográfica Musical Freedom. Su primer lanzamiento para este sello fue el icónico sencillo «Gecko» editado a finales de 2013. Gracias a la buena aceptación de esta pista, fue relanzada en junio de 2014 una versión vocal titulada «Overdrive» con la colaboración de la cantante británica Becky Hill. Esta versión alcanzó el número uno en la lista de sencillos del Reino Unido. Se destacan sus versiones remezcladas de «Animals» de Martin Garrix y «Feel Good» de Robin Thicke. También tiene un programa radial llamado Heldeep Radio. En diciembre de 2014 se lanzó en el Reino Unido la versión vocal de «Koala», un instrumental editado originalmente en agosto de 2014, titulada «Last All Night (Koala)» con las voces de la cantante británica KStewart, lugar donde logró ubicar su segundo sencillo en el top 5. Recibió el reconocimiento del DJ británico Pete Tong, quien lo indicó como uno de los mejores y más prometedores productores del 2014 e invitó a realizar su primer Essential Mix. Ha hecho también colaboraciones junto al dúo Mr. Belt & Wezol y el grupo Zeds Dead, y ha hecho remixes de DJ's como Tiësto, Calvin Harris y Disclosure.
El 2015 fue el año de oro para Oliver, presentó un estilo más refrescante con temas como 'Melody', 'Bunnydance', la colaboración con Shaun Frank con las vocales de Delaney Jane 'Shades of Grey' y otra colaboración con el artista Tiësto llamada 'Wombass'. Heldens en uno de sus programas de Heldeep Radio, confesó: "Wombass fue el tema que más tiempo y dedicación le puse". También presentó un proyecto llamado "HI-LO", un alias con el cual lo utilizaría para explorar el House, usando sonidos metálicos y del techno como basslines. Con este alias utiliza géneros como el Bass House y Tech House. El primer tema de HI-LO fue 'Crank It Up', bajo el sello discográfico Mad Decent. Antes de lo que sería el próximo lanzamiento de HI-LO 'Renegade Mastah', Heldens anunció en Twitter que él era HI-LO: "Estuve produciendo tracks bajo el alias de HI-LO, el primer release de mi discográfica "Heldeep Records" será 'Renegade Mastah', un track bajo ese nombre". Los demás releases de HI-LO son 'Wappy Flirt', un tema de descarga gratuita, un remix del tema 'Meet Her At The Love Parade' perteneciente al grupo Da Hool y, por último, el 7 de diciembre lanzó 'Ooh La La', que se piensa que será el último release del año por parte del artista. 
Tras quedar en la 34.ª posición de la lista Top100 DJ's de la revista DJMag en el año 2014, el DJ holandés ha cogido fama hasta llegar a la 12.ª posición en la lista de la revista DJMag en el 2015 y en el 2016 llegó hasta la 8.ª posición en la lista de la revista DJMag.

## Ranking DJmag
| DJ             | 2014 | 2015 | 2016 | 2017 | 2018 | 2019 | 2020 | 2021 | 2022 | 2023 | 2024 |
| -------------- | ---- | ---- | ---- | ---- | ---- | ---- | ---- | ---- | ---- | ---- | ---- |
| Oliver Heldens | 34°  | 12°  | 8°   | 13°  | 9°   | 7°   | 8°   | 8°   | 10°  | 19°  | 29°  |

## Ranking 101 DJs 1001 Tracklist
| Productor      | 2016 | 2017 | 2018 | 2019 | 2020 | 2021 | 2022 | 2023 | 2024 |
| -------------- | ---- | ---- | ---- | ---- | ---- | ---- | ---- | ---- | ---- |
| Oliver Heldens | 8°   | 13°  | 30°  | 24°  | 1°   | 8°   | 10°  | 13°  | 8°   |

## Discografía

### Sencillos
| Año  | Canción                             | Colaboración                               | Sello Discográfico              |
| ---- | ----------------------------------- | ------------------------------------------ | ------------------------------- |
| 2013 | "Stinger"                           |                                            | OXYGEN / Spinnin' Records       |
| 2013 | "Juggernaut"                        |                                            | Cr2 Records                     |
| 2013 | "Striker"                           |                                            | Flashover                       |
| 2013 | "Triumph"                           | Julian Calor                               | Wooha                           |
| 2013 | "Buzzer"                            |                                            | Cr2 Records                     |
| 2013 | "Semtex"                            | Matt Prey                                  | [Free Download]                 |
| 2013 | "Onyva"                             | Alvar & Millas                             | OXYGEN / Spinnin' Records       |
| 2013 | "Javelin"                           | Martin Mayne                               | Cr2 Records                     |
| 2013 | "Panther"                           | Robby East                                 | OXYGEN / Spinnin' Records       |
| 2013 | "Gecko"                             |                                            | Musical Freedom                 |
| 2014 | "Gecko (Overdrive)"                 | Becky Hill                                 | FFRR / Parlophone               |
| 2014 | "Koala"                             |                                            | Spinnin' Records                |
| 2014 | "THIS"                              | Sander van Doorn                           | Doorn Records                   |
| 2014 | "Pikachu"                           | Mr. Belt & Wezol                           | Spinnin' Records                |
| 2014 | "Last All Night (Koala)"            | KStewart                                   | FFRR / Parlophone               |
| 2015 | "You Know"                          | Zeds Dead                                  | Spinnin' Records                |
| 2015 | "Melody"                            |                                            | Spinnin' Records                |
| 2015 | "Bunnydance"                        |                                            | Spinnin' Records                |
| 2015 | "Shades of Grey"                    | Shaun Frank & Delaney Jane                 | Spinnin' Records                |
| 2015 | "MHATLP (HI-LO Edit)"               | Da Hool                                    | Spinnin' Records                |
| 2015 | "Wombass"                           | Tiësto                                     | Musical Freedom                 |
| 2016 | "Waiting"                           | Throttle                                   | Heldeep Records                 |
| 2016 | "The Right Song"                    | Tiësto & Natalie La Rose                   | Musical Freedom                 |
| 2016 | "Ghost"                             | Rumors                                     | Heldeep Records                 |
| 2016 | "Space Sheep"                       | Chocolate Puma                             | Heldeep Records                 |
| 2016 | "Flamingo"                          |                                            | Heldeep Records                 |
| 2016 | "Good Life"                         | Ida Corr                                   | Heldeep Records                 |
| 2017 | "I Don't Wanna Go Home"             |                                            | Heldeep Records                 |
| 2017 | "Ibiza 77 (Can't You Feel It)"      |                                            | Heldeep Records                 |
| 2017 | "What The Funk"                     | Danny Shah                                 | Heldeep Records                 |
| 2018 | "King Kong (HI-LO Touch)"           |                                            | Heldeep Records                 |
| 2018 | "Riverside 2099"                    | Sidney Samson                              | Heldeep Records                 |
| 2018 | "Fire In My Soul"                   | Shungudzo                                  | RCA                             |
| 2019 | "This Groove"                       | Lenno                                      | Heldeep Records                 |
| 2019 | "Summer Lover"                      | Devin, Nile Rodgers                        | RCA                             |
| 2019 | "Cucumba"                           | MOGUAI                                     | Heldeep Records                 |
| 2019 | "Turn Me On"                        | Riton & Vula                               | Ministry of Sound               |
| 2019 | "Lift Me Up"                        | Firebeatz & Schella, Carla Monroe          | Heldeep Records                 |
| 2019 | "Aquarius"                          |                                            | Heldeep Records                 |
| 2020 | "The G.O.A.T"                       | Mesto                                      | Heldeep Records                 |
| 2020 | "Take a Chance"                     |                                            | Heldeep Records                 |
| 2020 | "Ting Ting Ting"                    | ITZY                                       | Heldeep Records                 |
| 2020 | "Details"                           | Boy Matthews                               | RCA                             |
| 2020 | "Rave Machine"                      | Rowetta                                    | Toolroom Records                |
| 2020 | "Break This Habit"                  | Kiko Bun                                   | Heldeep Records                 |
| 2020 | "Somebody"                          | Bright Sparks                              | Heldeep Records                 |
| 2020 | "Set Me Free"                       | Party Pupils & MAX                         | OH2 Records                     |
| 2020 | "Freedom for my People"             | Shungudzo                                  | OH2 Records                     |
| 2021 | "Never Look Back"                   | Syd Silvair                                | Heldeep Records                 |
| 2021 | "Zapdos"                            |                                            | Heldeep Records                 |
| 2021 | "Ma Luv"                            | MorganJ                                    | Heldeep Records                 |
| 2021 | "Another Chance"                    | Roger Sanchez                              | Ministry of Sound               |
| 2021 | "Deja Vu"                           | Anabel Englund                             | OH2 Records                     |
| 2022 | "I Was Made For Lovin' You"         | Nile Rodgers & House Gospel Choir          | Kangarooli Tracks / RCA Records |
| 2022 | "LOW"                               | Tchami & Anabel Englund                    | Heldeep Records                 |
| 2022 | "We Don't Need"                     | Piero Pirupa                               | Spinnin' Records                |
| 2022 | "Believe In Ghosts"                 | warner case                                | Heldeep Records                 |
| 2023 | "Oops"                              | Karen Harding                              | Kangarooli Tracks / RCA Records |
| 2023 | "Disco Voyager"                     |                                            | Heldeep Records                 |
| 2023 | "10 Out Of 10"                      | Kylie Minogue                              | Kangarooli Tracks/RCA Records   |
| 2023 | "Blue Monday"                       | JD Davis & DJs From Mars                   | Heldeep Records                 |
| 2023 | "Sound of Vondel"                   |                                            | Spinnin' Records                |
| 2023 | "Blue Monday" (Sped Up)             | JD Davis & DJs From Mars                   | Heldeep Records                 |
| 2023 | "Bucovina 2023"                     | Shantel                                    | Heldeep Records                 |
| 2023 | "Out of Love"                       | WeiBird                                    | Liquid State                    |
| 2023 | "Out of Love" (VIP Mix)             | WeiBird                                    | Liquid State                    |
| 2024 | "Mas Que Nada"                      | Ian Asher & Sergio Mendes                  | Easier Said                     |
| 2024 | "Mas Que Nada" (Oli's Carnival Mix) | Ian Asher & Sergio Mendes                  | Easier Said                     |
| 2024 | "Mozart's Final Rave (Lacrimosa)"   | Charles B & Dana Vicci                     | Signatune                       |
| 2024 | "MASK OFF"                          | Bassjackers                                | Heldeep Records                 |
| 2024 | "PHYSICAL"                          | Dua Lipa                                   | Heldeep Records                 |
| 2024 | "Chills (Feel My Love)"             | David Guetta & FAST BOY                    | Ministry of Sound Recordings    |
| 2024 | "Chills (Feel My Love)"             | David Guetta & FAST BOY, Charlotte Haining | Ministry of Sound Recordings    |
| 2024 | "Chills (Feel My Love)" Acoustic    | David Guetta & FAST BOY                    | Ministry of Sound Recordings    |
| 2024 | "SHINE"                             | RoRo                                       | Ministry of Sound Recordings    |
| 2024 | "Freedom"                           | Armin van Buuren & Sam Harper              | Armada Music                    |
| 2024 | "Freedom" VIP Mix                   | Armin van Buuren & Sam Harper              | Armada Music                    |
| 2024 | "I WANT YOUR LOVE"                  | Diøn & Funk Tribu                          | Heldeep Records                 |
| 2025 | "Let You Go"                        |                                            | Heldeep Records                 |

### Remixes
- 2013: The Unlikely Candidates – Follow My Feet
- 2013: Oliver Heldens & Julian Calor – Triumph (Oliver Heldens Big Room Mix)
- 2014: Martin Garrix – Animals
- 2014: Robin Thicke – Feel Good
- 2014: Disclosure feat. Sam Smith – Latch
- 2014: Coldplay - A Sky Full of Stars
- 2014: Dr. Kucho! & Gregor Salto – Can't Stop Playing (Oliver Heldens & Gregor Salto Remix)
- 2014: The Voyagers feat. Haris – A Lot Like Love (Oliver Heldens Edit)
- 2014: Tiësto feat. DBX – Light Years Away
- 2015: Lady Bee feat. Rochelle – Return of the Mack
- 2015: Calvin Harris feat. Ellie Goulding – Outside
- 2016: G-Eazy feat. Bebe Rexha – Me, Myself & I
- 2016: The Chainsmokers feat. Phoebe Ryan – All We Know (Oliver Heldens Remix)
- 2017: Katy Perry - "Chained to the rhythm" (Oliver Heldens Remix)
- 2017: Charlie Puth - "Attention" (Oliver Heldens Remix)
- 2017: Jamiroquai - "Superfresh" (Oliver Heldens Remix)
- 2017: Aevion - "The Journey" (Oliver Heldens Edit)
- 2017: Steve Aoki, Bad Royale feat. Ma$e & Big Gigantic - "$4,000,000" (Oliver Heldens Remix)
- 2018: Sofi Tukker - "Best Friend" (Oliver Heldens Remix)
- 2018: Calvin Harris feat. Dua Lipa – One Kiss (Oliver Heldens Remix)
- 2018: David Guetta feat. Annie Marie - Don't Leave Me Alone (Oliver Heldens Remix)
- 2018: Chic - "Le Freak" (Oliver Heldens Remix)
- 2019: Y2K & bbno$ - Lalala (Oliver Heldens Remix)
- 2020: SZA & Justin Timberlake - The Other Side (Oliver Heldens Remix)
- 2020: Katy Perry - Daisies (Oliver Heldens Remix)
- 2020: Solardo & Paul Woolford feat. Pamela Fernández - Tear It Up (Oliver Heldens Remix)
- 2021: Above & Beyond - Thing Called Love (Oliver Heldens Remix)
- 2021: Glass Animals - Heat Waves (Oliver Heldens Remix)
- 2021: Calvin Harris feat. Tom Grennan - By Your Side (Oliver Heldens Remix)
- 2022: Purple Disco Machine & Sophie and the Giants - In the Dark (Oliver Heldens Remix)
- 2022: James Hype - Ferrari (Oliver Heldens Remix)
- 2022: David Guetta & Bebe Rexha - I'm Good (Blue) (Oliver Heldens Remix)
- 2023: Kate Ryan - Désenchantée (Oliver Heldens EuroRave Remix)
- 2023: Kate Ryan - Désenchantée (Oliver Heldens EuroRave Remix) [Sped Up Version]
- 2023: Raye, Casso, D-Block Europe - Prada (Oliver Heldens Remix)
- 2024: Mason, Princess Superstar - Perfect (Exceeder) (Oliver Heldens Remix)

### Como HI-LO
| Año  | Canción                                                    | Sello Discográfico |
| ---- | ---------------------------------------------------------- | ------------------ |
| 2015 | "Crank It Up"                                              | Mad Decent         |
| 2015 | "Renegade Mastah"                                          | Heldeep Records    |
| 2015 | "Wappy Flirt"                                              | Heldeep Records    |
| 2015 | "Ooh La La"                                                | Heldeep Records    |
| 2016 | "Steam Train" (con Chocolate Puma)                         | Heldeep Records    |
| 2016 | "WTF" (con Sander Van Doorn)                               | Heldeep Records    |
| 2017 | "The Answer" (Oliver Heldens Edit)                         | Heldeep Records    |
| 2017 | "Alien Technology" (con Alok)                              | Heldeep Records    |
| 2017 | "Men On Mars"                                              | Heldeep Records    |
| 2018 | "Love Vibrations" (con Dada Life)                          | Heldeep Records    |
| 2018 | "Impulse" (con Mike Cervello)                              | Heldeep Records    |
| 2019 | "Lazersx999" (con Chocolate Puma)                          | Heldeep Records    |
| 2019 | "Poseidon"                                                 | Heldeep Records    |
| 2020 | "Zeus"                                                     | Mau5trap           |
| 2020 | "Kronos"                                                   | Octopus Recordings |
| 2021 | "Athena"                                                   | Octopus Recordings |
| 2021 | "Saw Of Olympus" (con Reinier Zonneveld)                   | Flith Of Acid      |
| 2021 | "HADES" (con T78)                                          | Flith Of Acid      |
| 2021 | "Check" (con Will Clarke)                                  | Flith Of Acid      |
| 2021 | "Balearic Mornings" (con Reinier Zonneveld)                | Flith Of Acid      |
| 2021 | "Existencia" (con Reinier Zonneveld)                       | Flith Of Acid      |
| 2021 | "Skyscrapers" (HI-LO Remix) (con Nina Kraviz)              | Nina Kraviz Music  |
| 2021 | "Hypnos"                                                   | Drumcode Records   |
| 2021 | "Hera"                                                     | Drumcode Records   |
| 2021 | "String Theory" (con Reinier Zonneveld)                    | Flith Of Acid      |
| 2022 | "Industria" (con Eli Brown)                                | Flith Of Acid      |
| 2022 | "Restore My Soul" (HI-LO Remix) (con Adam Beyer y DJ Rush) | Drumcode Records   |
| 2022 | "Flying Octopus" (con Reinier Zonneveld)                   | Flith Of Acid      |
| 2022 | "Mercury" (con Space 92)                                   | Flith Of Acid      |
| 2022 | "WANNA GO BANG" (con DJ Deeon)                             | Drumcode Records   |
| 2022 | "LOKOMOTIF"                                                | Drumcode Records   |
| 2022 | "Rabbit Hole" (con Layton Giordani)                        | Drumcode Records   |
| 2023 | "Samsara" (con Reinier Zonneveld)                          | Flith Of Acid      |
| 2023 | "Nirvana" (con Reinier Zonneveld)                          | Flith Of Acid      |
| 2023 | "PURA VIDA"                                                | HILOMATIK          |
| 2023 | "TORNADO"                                                  | HILOMATIK          |
| 2023 | "Arpeggio" (con Space 92)                                  | HILOMATIK          |
| 2023 | "BRAZIL"                                                   | HILOMATIK          |
| 2023 | "BONZAI"                                                   | HILOMATIK          |
| 2023 | "CRESCENDO"                                                | Drumcode Records   |
| 2023 | "OPEN YOUR MIND"                                           | Drumcode Records   |
| 2023 | "Speak To Me" (HI-LO Remix) (con Depeche Mode)             | Columbia (Sony)    |
| 2023 | "RIDE OR DIE" (con Eli Brown)                              | HILOMATIK          |
| 2023 | "Balearic Mornings" (Rave Mix) (con Reinier Zonneveld)     | Filth on Acid      |
| 2023 | "Waking Life (A New Dawn)" (con Michael Ekow)              | HILOMATIK          |
| 2023 | "RIDE OR DIE" (Hard Mix) (con Eli Brown)                   | HILOMATIK          |
| 2023 | "SUBMARINE"                                                | Drumcode Records   |
| 2024 | "ORION" (con Space 92)                                     | HILOMATIK          |
| 2024 | "GENESIS" (con Space 92)                                   | HILOMATIK          |
| 2024 | "PARADISE" (con Danny Avila)                               | HILOMATIK          |
| 2024 | "LIFT ME UP" (con Green Velvet y Dajae)                    | HILOMATIK          |
| 2024 | "Now Love Will Begin" (con Armin van Buuren)               | HILOMATIK          |
| 2024 | "Gimme The Word " (con Alan Fitzpatrick)                   | HILOMATIK          |
| 2024 | "PEGASUS" (con Space 92)                                   | HILOMATIK          |
| 2024 | "PEGASUS (How We Know)" (Oliver Heldens Vocal Mix)         | HILOMATIK          |
| 2024 | "Variant" (HI-LO Variant) (con Zonderling)                 | HILOMATIK          |
| 2024 | "Pyramid Rave" (con Eli Brown)                             | Arcane Music       |
| 2024 | "Feel The Energy" (con Eli Brown)                          | Arcane Music       |
| 2024 | "BADDADAN BAD"                                             | HILOMATIK          |
| 2024 | "My Fantasy" (con Maddix)                                  | HILOMATIK          |
| 2024 | "DIZZY" (con [[LUSU])                                      | Drumcode Records   |
| 2024 | "MESMERIZE"                                                | Drumcode Records   |
| 2024 | "Afraid To Live (Blacklizt Version)" (con ZHU)             | HILOMATIK          |
| 2024 | "HYPOMANIA"                                                | HILOMATIK          |
| 2024 | "WTFU" (con Chocolate Puma)                                | HILOMATIK          |
| 2024 | "WTFU (Chocolate Puma House Mix" (con Chocolate Puma)      | HILOMATIK          |
| 2025 | "INFERNO" (con Kasablanca)                                 | HILOMATIK          |

## Reconocimientos
| Título                                                               | Año  | Mejores posiciones | Mejores posiciones | Mejores posiciones | Mejores posiciones | Mejores posiciones | Mejores posiciones | Mejores posiciones | Mejores posiciones | Certificaciones | Álbum |
| Título                                                               | Año  | NLD                | AUT                | BEL                | FRA                | GER                | SWE                | SWI                | UK                 | Certificaciones | Álbum |
| -------------------------------------------------------------------- | ---- | ------------------ | ------------------ | ------------------ | ------------------ | ------------------ | ------------------ | ------------------ | ------------------ | --------------- | ----- |
| "Gecko"                                                              | 2013 | 32                 | —                  | 46                 | 73                 | —                  | —                  | —                  | —                  |                 |       |
| "Gecko (Overdrive)" (with Becky Hill)                                | 2014 | 48                 | 35                 | —                  | —                  | 23                 | 55                 | 23                 | 1                  | - BPI: Platinum |       |
| "Koala"                                                              | 2014 | 23                 | —                  | 33                 | —                  | —                  | —                  | —                  | —                  |                 |       |
| "Last All Night (Koala)" (featuring KStewart)                        | 2014 | —                  | 67                 | —                  | 132                | 53                 | —                  | —                  | 5                  | - BPI: Silver   |       |
| "You Know" (with Zeds Dead)                                          | 2015 | —                  | —                  | 56                 | —                  | —                  | —                  | —                  | —                  |                 |       |
| "Melody"                                                             | 2015 | —                  | —                  | 12                 | —                  | —                  | —                  | —                  | —                  |                 |       |
| "Shades of Grey" (with Shaun Frank featuring Delaney Jane)           | 2015 | 65                 | —                  | 10                 | —                  | —                  | —                  | —                  | —                  |                 |       |
| "Wombass" (with Tiësto)                                              | 2015 | —                  | —                  | 44                 | —                  | —                  | —                  | —                  | —                  |                 |       |
| "The Right Song" (with Tiësto featuring Natalie La Rose)             | 2016 | 46                 | —                  | —                  | —                  | —                  | 100                | —                  | 39                 | - BPI: Silver   |       |
| "—" indica que no ha alcanzado una posición en listas de dicho país. |      |                    |                    |                    |                    |                    |                    |                    |                    |                 |       |